# Locanto
Locanto est un site web de petites annonces qui couvre divers secteurs dont l’emploi, les rencontres, les locations, l’achat/vente, l’immobilier, les véhicules et les animaux.
Locanto petites annonces est disponible en cinq langues (allemand, anglais, espagnol, français et néerlandais) réparties en soixante pays.

## Historique
Les sites Locanto sont gérés par une start-up allemande, Yalwa GmbH, basée à Wiesbaden et fondée Klaus P. Gapp (précédemment fondateur du site de petites annonces germanophones OpusForum.org racheté par eBay en 2005). Locanto est une des trois applications web développées par la start-up, avec Askalo et Yalwa.
Le premier site de petites annonces Locanto est créé en juillet 2006 à New York. Un mois plus tard, le 21 août 2006, le service est étendu à d'autres villes américaines : Boston, Chicago, Los Angeles et San Francisco. À partir de 2007, chacune des grandes villes américaines a son service de petites annonces Locanto. La première application mobile Locanto sort en février 2010.
Après avoir décliné son site sur plusieurs pays, Locanto étend son activité à l'Afrique en été 2014 (Nigeria, Tanzanie, Ouganda, Ghana, et Kenya pour les pays anglophones, et Cameroun,  Côte d'Ivoire, République démocratique du Congo, et Île Maurice pour la partie francophone), à l'Asie (en anglais, au Bangladesh, Qatar et Indonésie), tandis que la version allemande s'enrichissait du Tyrol du Sud.
Un an plus tard, à l'été 2015, l'Afrique francophone était encore à l'ordre du jour avec plusieurs nouveaux pays tels que l’Algérie, la Tunisie, le Sénégal, Madagascar ainsi que les Antilles Françaises (Saint Barthélémy et Saint Martin - également disponible en néerlandais) et les Dom-Tom (Guadeloupe, Martinique, Réunion, Mayotte). La partie anglophone, elle, se développait à Brunei, en Corée du Sud, au Vietnam, en Thaïlande, en Arabie Saoudite et en Égypte pendant que le Costa Rica et le Guatemala venait garnir l'offre hispanophone.
Critiques
En juin 2010, divers médias indiens ont rapporté que des photos de l'actrice Kannada Sanchitha Padukone's avaient été utilisées de manière frauduleuse dans une annonce postée dans la section "Rencontres" de Locanto Inde et ont cité Locanto comme étant un "site pornographique",.